# Rampur Karkhana
Rampur Karkhana là một thị xã và là một nagar panchayat của quận Deoria thuộc bang Uttar Pradesh, Ấn Độ.

## Nhân khẩu
Theo điều tra dân số năm 2001 của Ấn Độ, Rampur Karkhana có dân số 9598 người. Phái nam chiếm 52% tổng số dân và phái nữ chiếm 48%. Rampur Karkhana có tỷ lệ 50% biết đọc biết viết, thấp hơn tỷ lệ trung bình toàn quốc là 59,5%: tỷ lệ cho phái nam là 58%, và tỷ lệ cho phái nữ là 43%. Tại Rampur Karkhana, 19% dân số nhỏ hơn 6 tuổi.